# Туринська академія наук

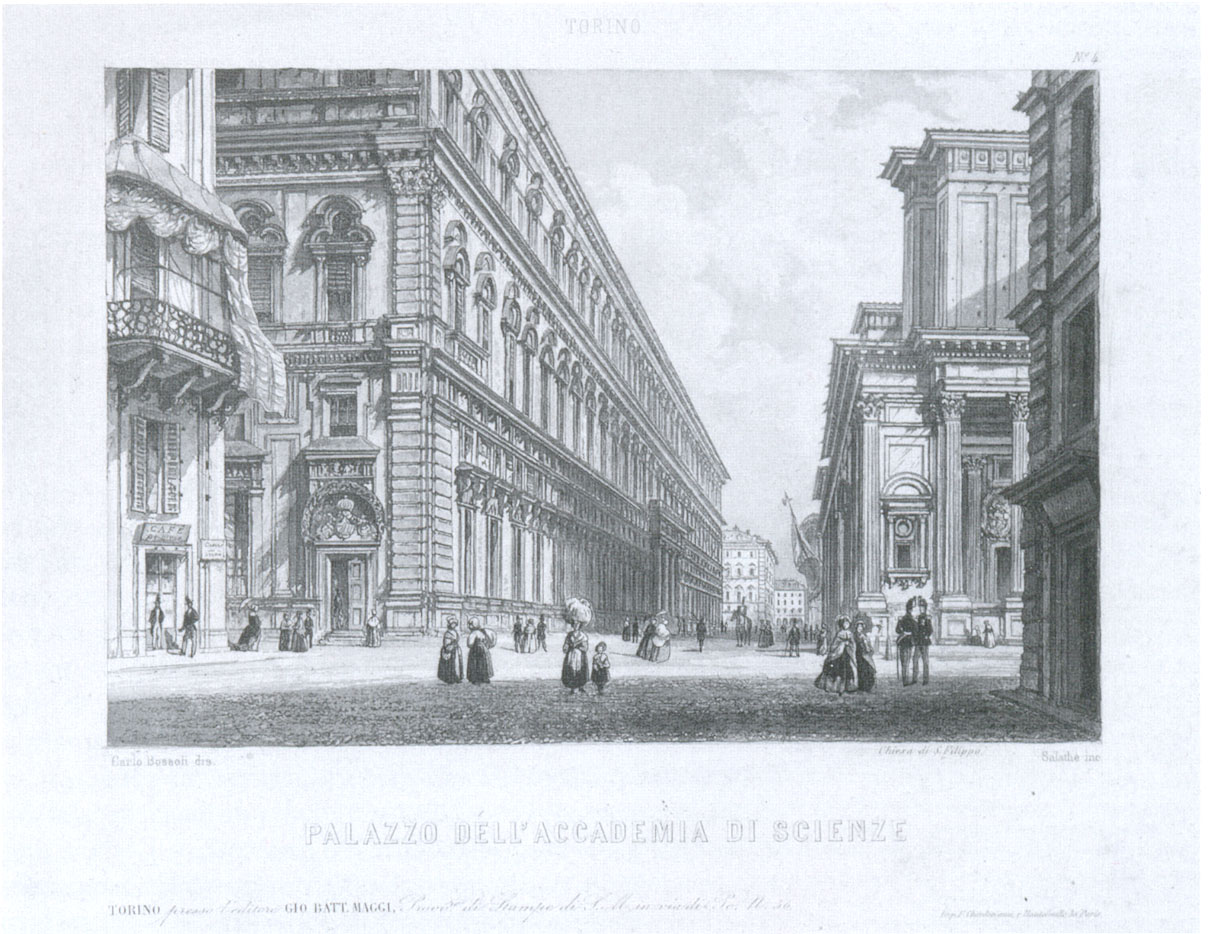
Старовинна гравюра (1853) історичної штаб-квартири Туринської академії наук

Акаде́мія нау́к Тури́на (італ. Accademia delle Scienze di Torino) — академія наук, що базується в місті Турин на півночі Італії. Вона була заснована в 1757 році як приватне наукове товариство, згуртоване навколо молодого математика Жозефа-Луї Лагранжа. У 1783 році академія була визнана королем Сардинського королівства Віктором Амадеєм III та їй дозволено було використовувати назву «Королівська академія наук» (італ. Reale Accademia delle Scienze). Після об'єднання Італії (1861) під керівництвом короля П'ємонта Віктор Еммануїл II й відновлення Національної академії наук у Римі як Національної італійської академії наук, академія в Турині втратила свою раніше важливу дорадчу роль для уряду.

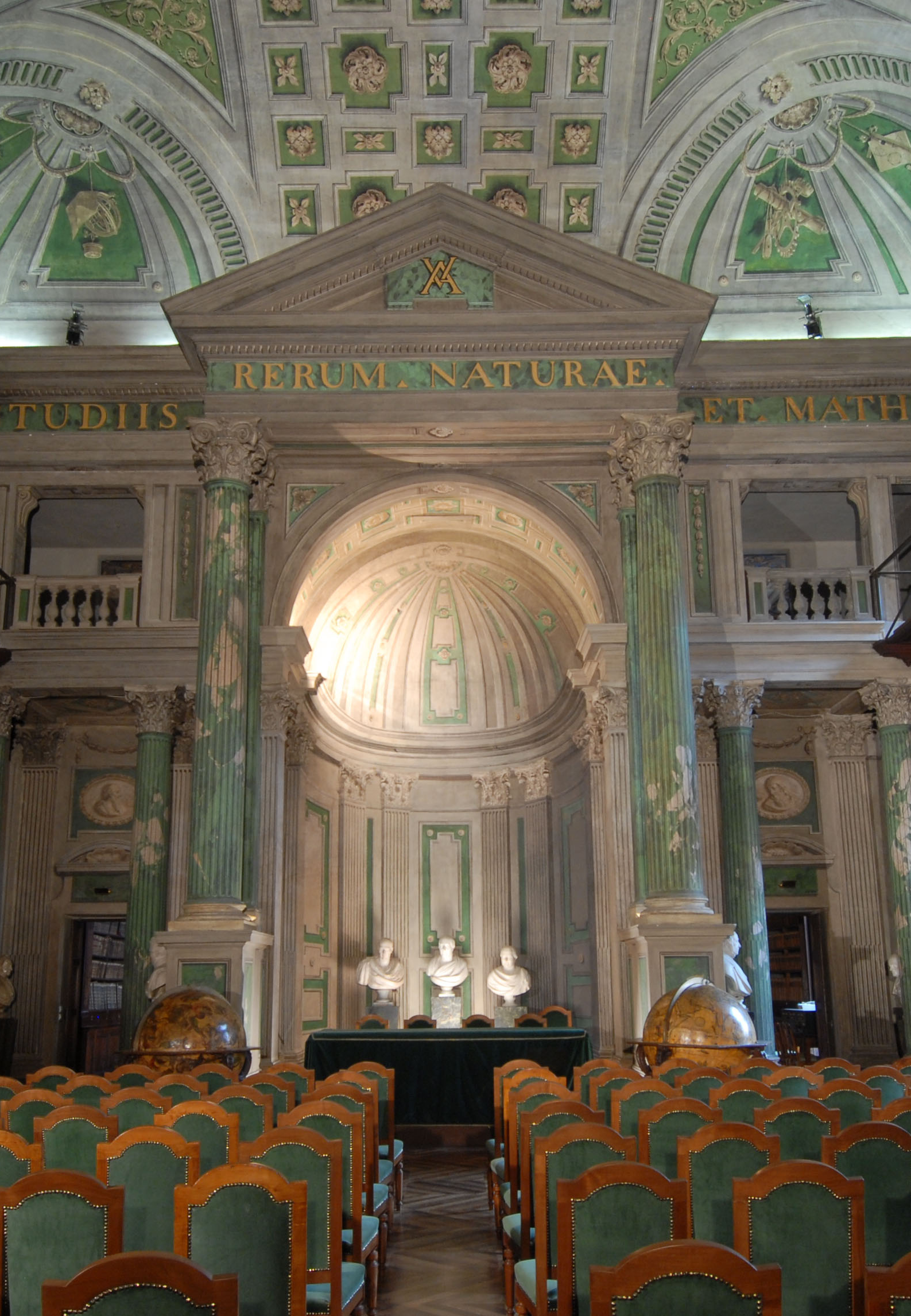
Sala dei Mappamondi

Спочатку академія була орієнтована на математику та природничі науки. Під час наполеонівського періоду вона була реорганізована у природничий та художньо-літературний класи й перейменована на «Імператорську академію» (Accademia Imperiale). В даний час (2020) у фізико-математичному та природничому класі є 170 італійських та закордонних науковців з яких 120 — дійсних членів, у класі моральних, історичних та філологічних наук — 130 членів з яких 80 дійсних. Італійські члени обох класів періодично збираються разом як адміністративний орган академії. Його президія складається з президента, віце-президента, скарбника та керівників і секретарів обох класів.
Математик і астроном Жозеф-Луї Лагранж, уродженець Турина, був одним із засновників академії, тоді як Александер фон Гумбольдт, Фрідріх Карл фон Савіньї, Карл Фрідріх Гаусс, Роберт Вільгельм Бунзен, Леопольд фон Ранке і Теодор Моммзен, були найважливішими її членами від німецькомовного світу.
Починаючи з 1787 року, штаб-квартира академії була за адресою: Via dell'Accademia delle Scienze 6, у будівлі, де також працює Єгипетський музей Турина. До цього там був Дворянський коледж (італ. Collegio dei Nobili), яким керували єзуїти.